# دیو برگس (بازیکن فوتبال)
دیو برگس (انگلیسی: Dave Burgess؛ زادهٔ ۲۰ ژانویهٔ ۱۹۶۰) بازیکن فوتبال اهل بریتانیا است.
از باشگاه‌هایی که در آن بازی کرده‌است می‌توان به باشگاه فوتبال ترانمره راورز، باشگاه فوتبال هارتل پول یونایتد، باشگاه فوتبال بلکپول، باشگاه فوتبال کارلایل یونایتد، باشگاه فوتبال گریمزبی تاون، باشگاه فوتبال بامبر بریج، و باشگاه فوتبال نورتویچ ویکتوریا اشاره کرد.